# William Dean Howells
Pour les articles homonymes, voir Howells.
 (décembre 2023).
Si vous disposez d'ouvrages ou d'articles de référence ou si vous connaissez des sites web de qualité traitant du thème abordé ici, merci de compléter l'article en donnant les références utiles à sa vérifiabilité et en les liant à la section « Notes et références ».
Œuvres principales

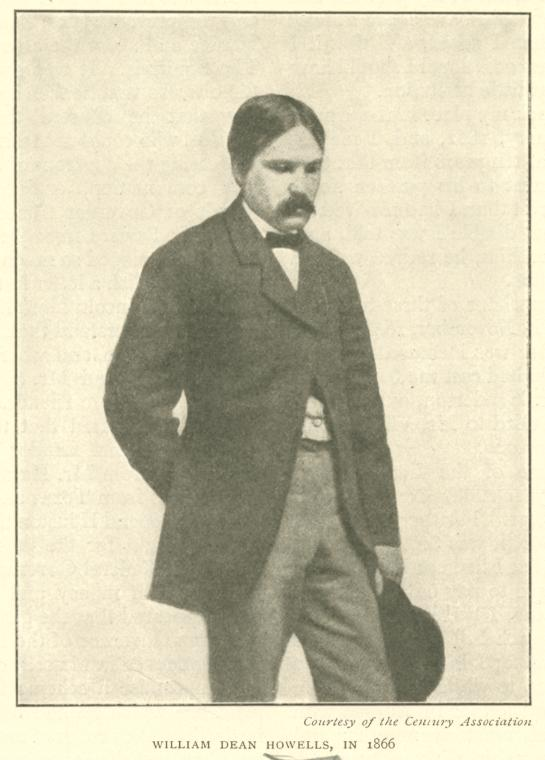
William Dean Howells en 1866.

William Dean Howells, né le 1er mars 1837 à Martins Ferry en Ohio et mort le 11 mai 1920 sur l'île de Manhattan à New York, est un écrivain réaliste et critique littéraire américain.

## Biographie
Deuxième d'une famille de huit enfants, il passe son enfance à Hamilton, une petite ville de l'Ohio, où sa famille s'installe en 1840. Autodidacte, il commence par être imprimeur comme son père, qui était en outre éditeur d'un journal associé au Parti Whig. Le jeune William Dean est également encouragé à écrire par son père qui, pour lui faire une surprise, publie un premier poème de son fils sans lui en avoir parlé dans les colonnes du Ohio State Journal.
William Dean Howells reçoit une éducation de haut niveau et apprend plusieurs langues, ce qui lui permet de traduire de la poésie et des nouvelles françaises, espagnoles et allemandes pour le journal de son père. En 1860, il se rend à Boston et, comme récompense pour avoir rédigé une biographie d'Abraham Lincoln, est nommé consul à Venise en 1860. La veille de Noël 1862, à l'ambassade des États-Unis à Paris, il épouse Elinor Mead, la sœur de l'architecte William Mead. Le couple rentre en Amérique en 1865 et s'installe à Cambridge, au Massachusetts. Howells écrit pour divers magazines, et publie le premier de ses ouvrages de souvenirs de voyage, Venetian Life, en 1866, l'année même où il devient assistant du rédacteur en chef de l'Atlantic Monthly à Boston, puis rédacteur en chef pendant dix ans, de 1871 à 1881. En 1869, il rencontre pour une première fois l'écrivain Mark Twain, avec lequel il entretient pendant toute sa vie une fructueuse amitié.
Son premier roman, Their Wedding Journey, paraît en 1872, mais sa réputation de romancier ne prend son essor qu'en 1882 avec la parution de A Modern Instance qui décrit la lente dissolution d'un mariage. Après cette date, la veine réaliste de sa production romanesque, associée au courant de pensée du catholicisme social et influencée par les récits d'Honoré de Balzac et de Léon Tolstoï, devient plus nette et illustre les tares, les maux et les contradictions idéologiques de la société américaine de son temps, notamment dans La Fortune de Silas Lapham (The Rise of Silas Lapham, 1885), critique impitoyable du capitalisme par l'ascension sociale fulgurante d'un jeune arriviste, et dans Été indien (Indian Summer, 1886), illustration de l'indolence et la fuite en avant d'un journaliste dans la quarantaine de l'Indiana, nommé Theodore Colville, symbole de la peur de l'engagement et du sens des responsabilités d'une partie des intellectuels américains. Les romans de Howells décrivent le quotidien des classes moyennes, les prétentions de la haute bourgeoisie et les mutations sociales de l'Amérique de la fin du XIXe siècle. Son écriture, toujours sobre, cherche à donner une image de la réalité sociale en la décrivant de la façon la plus fidèle possible, sans recours à des métaphores et sans tomber dans le sentimentalisme ou la sensiblerie.
Critique littéraire influent, il a un rôle majeur par ses articles et ses essais dans la diffusion du réalisme européen aux États-Unis. Il a aussi favorisé la traduction des œuvres de Zola, Tolstoï et Henrik Ibsen en particulier. Il encourage aussi de nombreux jeunes romanciers américains, dont Stephen Crane, Frank Norris et l'afro-américain Paul Laurence Dunbar, mais également rédige également des critiques élogieuses sur la poétesse Emily Dickinson. Poète lui-même, il publie un gros recueil de poésie sous le titre Stops of Various Quills en 1895. Dans un tout autre registre, il signe The Flight of Pony Baker, un ouvrage de littérature d'enfance et de jeunesse en 1902.
Il est l'un des sept membres fondateurs de l'Académie américaine des arts et des lettres à sa fondation en 1904.
Il meurt dans son sommeil, peu après minuit, le 11 mai 1920.

## Œuvres
- Venetian Life (1866)
- Italian Journeys (1867)
- Suburban Sketches (1871)
- Their Wedding Journey (1872)
- The Parlor Car (1876)
- A Counterfeit Presentment (1877)
- The Lady of The Aroostook (1879) Publié en français sous le titre La Passagère de l'"Aroostook", traduit par Marie Dronsart, Paris, Hachette, coll. Bibliothèque des meilleurs romans étrangers, 1884
- The Undiscovered Country (1880)
- A Fearful Responsibility (1881) Publié en français sous le titre Une écrasante responsabilité, traduit par Pascale Voilley, Paris, M. Houdiard, coll. Littérature américaine, 2005  (ISBN 2-912673-39-9)
- Dr. Breen's Practice (1881)
- The Sleeping Car (1882)
- A Modern Instance (1882)
- A Woman's Reason (1883) Publié en français sous le titre Volonté de femme, traduit par A. Chevalier, Paris, Éditions du Petit Écho de la mode, coll. Stella no 355, 1935
- Three Villages (1884)
- Tuscan Cities (1885)
- The Rise of Silas Lapham (1885) Publié en français sous le titre La Fortune de Silas Lapham, traduit par Mariech, Paris, Hachette, 1890
- Indian Summer (1886) Publié en français sous le titre Été indien, traduit par Patrice Repusseau, préface de John Updike, Paris, Mercure de France, coll. Bibliothèque américaine, 1996  (ISBN 2-7152-1918-0)
- The Minister's Charge (1886)
- Annie Kilburn (1887/88)
- Modern Italian Poets (1887)
- April Hopes (1888)
- Mark Twain's Library of Humor (1888), en collaboration avec Mark Twain
- A Hazard of New Fortunes (1889)
- The Shadow of a Dream (1890)
- Criticism and Fiction (1891)
- Christmas Every Day (1892)
- The Quality of Mercy (1892)
- An Imperative Duty (1892)
- The Coast of Bohemia (1893)
- My Year In a Log Cabin (1893)
- A Traveler from Altruria (1894)
- Stops of Various Quills (1895), poésie
- The Landlord At Lion's Head (1897)
- The Story of a Play (1898)
- Ragged Lady (1899)
- Their Silver Wedding Anniversary (1899)
- The Flight of Pony Baker (1902), ouvrage de littérature d'enfance et de jeunesse
- The Kentons (1902)
- Questionable Shapes (1903)
- Son of Royal Langbrith (1904)
- Editha (1905)
- London Films (1905)
- Certain Delightful English Towns (1906)
- Between the Dark and the Daylight (1907)
- Through the Eye of the Needle (1907)
- Heroines of Fiction (1908)
- The Landlord At Lion's Head (1908)
- My Mark Twain: Reminiscences (1910), mémoires
- New Leaf Mills (1913)
- Seen and Unseen at Stratford-upon-Avon: A Fantasy (1914)
- The Leatherwood God (1916)
- Years of My Youth (1916), autobiographie

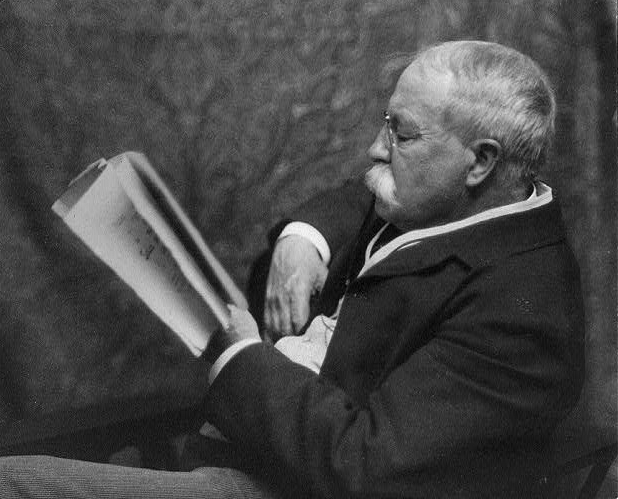
William Dean Howells vers 1900.
Photo de Zaida Ben-Yusuf.

## Sources
- Goodman, Susan et Carl Dawson, William Dean Howells: A Writer's Life, Berkeley, University of California Press, 2005  (ISBN 0-520-23896-6)
- Lynn, Kenneth S., William Dean Howells: An American Life, New York, Harcourt Brace Jovanovich, Inc., 1970  (ISBN 0-15-142177-3)